# ژان-فیلیپ ماتتا

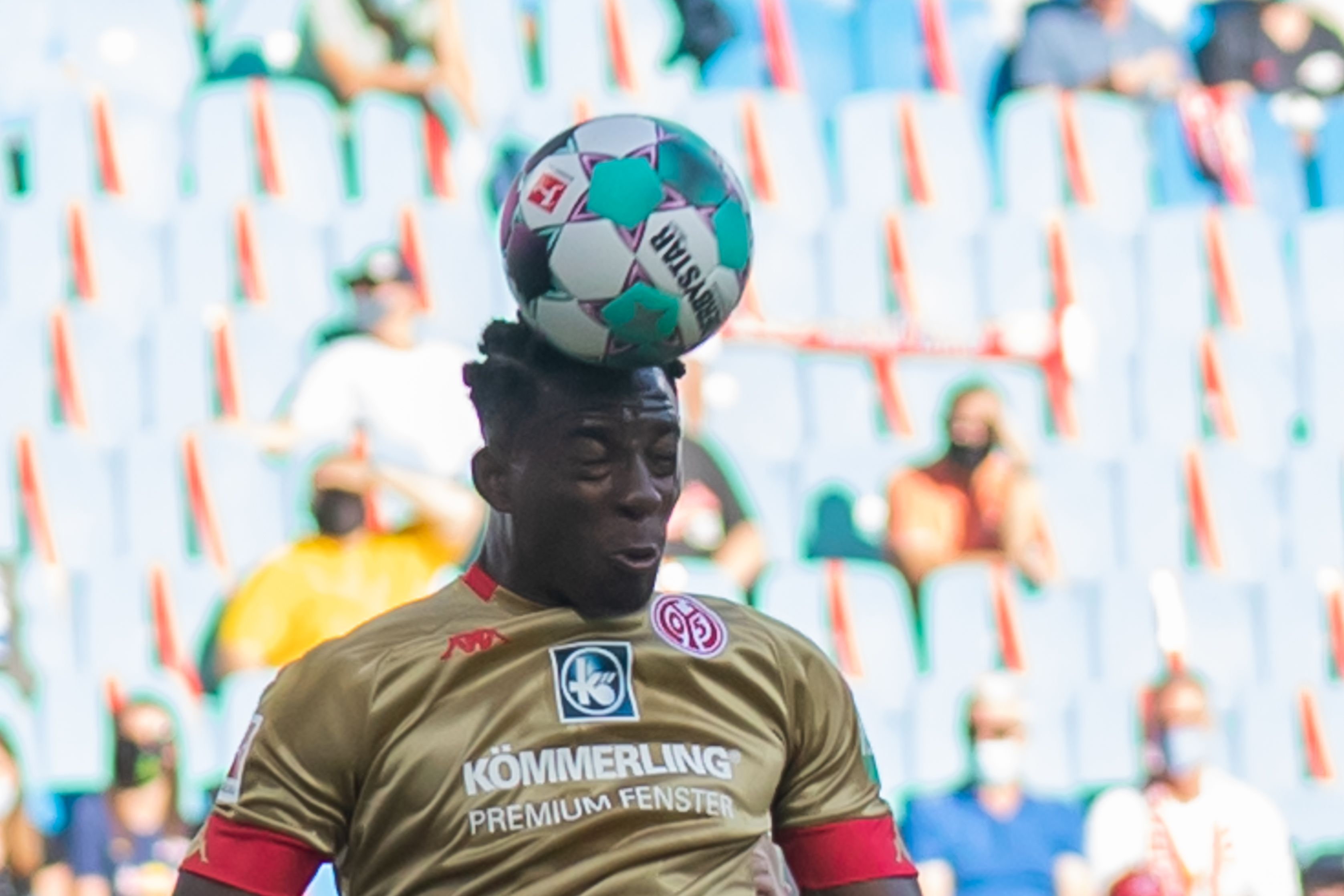
ژان-فیلیپ ماتتا در سال ۲۰۲۰

ژان-فیلیپ ماتتا (فرانسوی: Jean-Philippe Mateta‎؛ زادهٔ ۲۸ ژوئن ۱۹۹۷) بازیکن فوتبال اهل فرانسه است.
از باشگاه‌هایی که در آن بازی کرده‌است می‌توان به باشگاه فوتبال المپیک لیون اشاره کرد.
وی همچنین در تیم‌های ملی فوتبال زیر ۱۹ سال فرانسه و زیر ۲۱ سال فرانسه بازی کرده‌است.